# Bibio furcillatus
Bibio furcillatus är en tvåvingeart som beskrevs av Friedrich Hermann Loew 1871. Bibio furcillatus ingår i släktet Bibio och familjen hårmyggor. Inga underarter finns listade i Catalogue of Life.